# Giuseppe Giovanniello
Giuseppe Giovanniello (Gravina in Puglia, 26 maggio 1927 – Gravina in Puglia, 11 ottobre 2015) è stato un politico italiano.

## Biografia
Ingegnere industriale ed imprenditore edile, è stato per 13 anni dell'ASI (Area di Sviluppo Industriale di Bari) e anche membro del CdA della Cassa di Risparmio di Puglia.
Impegnato in politica con la Democrazia Cristiana, è stato due volte sindaco di Gravina di Puglia e due volte senatore della Repubblica: la prima dal 1976 al 1979 e la seconda dal 1992 al 1994.
Dal 2000 al 2004 ha ricoperto il suo ultimo incarico istituzionale, come consigliere comunale a Gravina di Puglia in una lista civica di centrodestra.
È morto all'età di 88 anni nell'autunno 2015.